# کنیسه کترداوید
کنیسه کترداوید مربوط به دوره پهلوی است و در اصفهان، ضلع غربی فلکه فلسطین واقع شده و این اثر در تاریخ ۲۰ اردیبهشت ۱۳۸۶ با شمارهٔ ثبت ۱۹۰۶۸ به‌عنوان یکی از آثار ملی ایران به ثبت رسیده است.